# マリオ・エスコバル
- マリオ・エスコバー

マリオ・アルベルト・エスコバル・トカ（西: Mario Alberto Escobar Toca、1986年9月19日 - ）は、グアテマラのサッカー審判員。国内リーグであるリーガ・ナシオナル・デ・フトボル・デ・グアテマラの審判員として活動している。また、2013年から国際サッカー連盟 (FIFA) の国際審判員リストに掲載されており、国際審判員としてFIFA及び北中米カリブ海サッカー連盟 (CONCACAF) 主管試合でも活動している。

## 国際大会での活動
2015年6月11日には、2018 FIFAワールドカップ・北中米カリブ海予選（二次予選）のドミニカ共和国対ベリーズの1stレグを担当。
2019年にはコスタリカ・ジャマイカ・アメリカ合衆国の3カ国共催となったCONCACAFゴールドカップの審判団に選ばれ、同大会の決勝・メキシコ対アメリカの主審を担当した。また、同じ年には、ブラジルで開催された2019 FIFA U-17ワールドカップの審判団に選ばれ、グループステージ1試合（ブラジル対ニュージーランド）と決勝トーナメント1回戦（ナイジェリア対オランダ）の2試合を担当した。
2020年には、CONCACAFチャンピオンズリーグ決勝・UANL対ロサンゼルスFCの主審を担当した。
2022年1月にカメルーンで開催されたアフリカネイションズカップ2021では、CONCACAFからアフリカサッカー連盟 (CAF) への派遣という形で審判を務めた。
2022年同年11月にカタールで開催される2022 FIFAワールドカップの審判リストには、CONCACAFから選出された5人の主審の1人として名を連ねた。